# Ode to the Mets
Ode to the Mets è un brano musicale del gruppo musicale indie rock statunitense The Strokes, pubblicato nell'album in studio The New Abnormal. 

## Descrizione
Il brano è stato prodotto da Rick Rubin con musica scritta da tutti i membri degli Strokes e testi scritti dal cantante della band, Julian Casablancas. Casablancas ha iniziato a scrivere la canzone mentre tornava a casa dal Wild Card Game della National League 2016 tenutosi al Citi Field, dove i New York Mets hanno perso. Nonostante il tempismo, la canzone non parla di baseball; è una ballata pop da sogno che ha avuto diverse interpretazioni liriche estranee allo sport. Il titolo della canzone è stato originariamente creato per scherzo quando ha iniziato a scriverla, ma è stato reso il titolo finale dopo che Casablancas è stato convinto dal batterista della band, Fabrizio Moretti, a mantenerlo.
Casablancas ha sempre dichiarato che il suo amore per la musica pop ha sempre pervaso tutta la sua produzione indie. In questo brano prende spunto dal singolo di Anastacia, Left Outside Alone. La melodia che la cantautrice statunitense riproduce con la voce nell'inciso "All my life I've been waiting for you to bring a fairytale my way" viene eseguita dal suono della tastiera che accompagna il brano fino al termine. 
Tom Taylor del magazine britannico Far Out scrive: "Accade così che Anastacia abbia catturato una struttura di accordi che in qualche modo suonava come un'esasperazione emotiva ed è esattamente ciò che Casablancas stava cercando per chiudere l'album The New Abnormal, quindi ne ha fatto una solenne gemma indie".
Ode to the Mets è stata eseguita per la prima volta dal vivo durante un concerto di Capodanno 2019 al Barclays Center. È stato considerato da più critici come uno dei momenti salienti di The New Abnormal e ha anche raggiunto il numero 27 nella classifica Billboard Hot Rock Songs. Un video musicale per la canzone, diretto da Warren Fu, è stato pubblicato il 24 luglio 2020, in coincidenza con il ritardato giorno di apertura dei Mets di quell'anno.